# Princesa Nukata

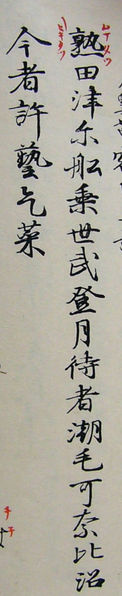
Octavo poema del Manyōshū obra de Nukata no Ōkimi.

La Princesa Nukata (額田王, Nukata no Ōkimi; c. 630-690 d. C.) fue una poetisa japonesa del Periodo Asuka.
Hija de la Princesa Kagami, Nukata fue la esposa favorita del emperador Tenmu con el que tuvo a la princesa Tōchi que más tarde se casaría con el emperador Kōbun. Algunos de sus poemas aparecen en el Man'yōshū: n.º 7-9, 16-18, 20, 112, 113, 151, 155, 488 y 1606.
- Datos: Q119461
- Multimedia: Princess Nukata / Q119461